# 溪浪河
溪浪河位于中国东北地区，是拉林河左岸支流，上游称细鳞河，发源于吉林省舒兰市上营镇健康村西南老爷岭山脉秃老婆子山东侧，向北流经舒兰市上营镇、小城镇、舒兰市区、水曲柳镇，于平安镇双河村西右纳霍伦河后称溪浪河，同时成为吉林、黑龙江两省界河，北流约4千米后进入黑龙江五常市境内，于山河镇沿河村西北汇入拉林河。河长147千米，河道平均比降1.2‰，流域面积2904平方千米。年均径流量2.32亿立方米。溪浪河流域发开较早，水土资源丰富，水田面积较多。满洲国时期，流域内成为日本开拓团主要入殖地带。